# Crnogrli gnjurac
Crnogrli gnjurac (lat. Podiceps nigricollis) je vrsta ptica iz porodice gnjuraca i ptica vodarica. Obitava na svim kontinentima osim Australije i Antarktike.
Crnogrli gnjurac ima dužinu tijela od 28-34 cm. Odrasla jedinka ljeti ima crnu glavu i vrat sa žutim ušnim pramenovima. Po zimi, ovaj mali gnjurac bijele je boje sa slabo definiranom crnom kapom, što ga razlikuje od ušatoga gnjurca.
Prilikom udvaranja, mužjak se glasa "poo-ee-chk" i poziva ženku.
Ova se vrsta razmnožava u obraslim područjima slatkovodnih jezera u Europi, Aziji, Africi, Južnoj Americi i Sjedinjenim Američkim Državama. Ove ptice migriraju uzimi, u toplija obalna područja.